# Dödens nyheter
Dödens nyheter var en vandringsutställning med verk av konstnären Petter Zennström, producerad av den statliga myndigheten Riksutställningar. Den låg i linje med Riksutställningars satsning på kultur för barn, som inleddes under andra halvan av 1960-talet med vandringsutställningen Upptäcka – uppleva. Utställningen turnerade i Sverige 1980 till 1981 och målgrupp var elever i högstadiet.

## Bakgrund
Dödens nyheter var en direkt fortsättning på det pilotprojekt i svenska skolor, som hade inletts med vandringsutställningen Stenens hjärta, producerad av Riksutställningar med premiär 1979.
Liksom Stenens hjärta var Dödens nyheter en del av Riksutställningars verksamhet med fokus på barn och unga. Arbetet på temat ungas kreativitet och skapande hade startat 1966 med vandringsutställningen Upptäcka – uppleva, som togs fram av Riksutställningar och föreningen Konst i skolan. Året därpå inleddes ett längre samarbete med Konst i skolan, vilket resulterade i ett pilotprojekt om barn och konst i slutet på 1970-talet. Riksutställningar ville utveckla utställningsformen som en undervisningsmetod i skolan. Utställningsarbete skulle bidra till en ”skapande och kunskapsinhämtande process”, som skulle gynna eleverna.
Ett antal utställningar producerades med verk av samtida, svenska konstnärer, där Stenens hjärta var det första projektet följt av Dödens nyheter. Utställningarnas konstnärer fick besöka några av landets skolor för att berätta om sina konstnärskap. En konstpedagog informerade om vilka tekniker som hade använts och lärare skulle bidra till en fördjupning i verken. Syftet var att försöka öka de ungas intresse för konst och skapande. Bland annat fick eleverna prova på att måla själva med de material och tekniker som den besökande konstnären hade använt sig av.
Projektserien fick ingen fortsättning. Kostnaden för att anställa en konstpedagog som följde med på utställningsturnéerna bedömdes av de ansvariga som för hög.

## Tema
En av utställningarna i pilotprojektet var Dödens nyheter, som bestod av verk av konstnären Petter Zennström, känd för svartvita, satiriska, ”oresonliga” bilder som skildrade verkligheten med fokus på förtryck och orättvisor.
Det var ingen hemlighet att Dödens nyheter var en politisk utställning med ett tydligt politiskt och provocerande innehåll. På många vis var Dödens nyheter en ganska typisk manifestation för 1970-talet – en tid som präglades av omvandlingar på många vis och ett utbrett, folkligt engagemang i politik, kultur och miljö. Riksutställningar var redan vana vid att hantera den här sortens frågor. 1968 väckte myndigheten skandal med den i riksdagen omdebatterade utställningen Sköna stund, som till sist Olof Palme tvingades kommentera.

## Produktion
Namnet till utställningen lånade Petter Zennström från Mexico City och konstnären J. G. Posada, berättade utställningskatalogen. J. G. Posada gjorde i början av 1900-talet en satirisk tidning med sina bilder, som han kallade ”Dödens nyheter”. Bilderna innehöll bland annat skelett och kranier och syftade på det traditionella mexikanska bejakandet av liv och död genom liknande motiv. Ur utställningskatalogen:
Posada räknas som den första stora politiska konstnären i Mexiko. Han hämtade sina motiv ur en folklig tradition och ställde sig på de förtrycktas sida och mot diktaturen i landet. Genom att kalla sin utställning Dödens nyheter visar Petter Zennström att han har något gemensamt med sin kamrat från en annan tid och från en annan del av världen.
Utställningen kan beskrivas som en presentation av konstnären Petter Zennström hans motiv i konsten. Den producerades för att användas för undervisning på högstadiet i ämnena teckning, samhällskunskap och svenska.

### Konst och konstnär i skolan
Utställningskatalogen hade fyra förslag till hur eleverna kunde använda utställningen i skolarbetet. Temat och uppmaningen var: ”Avbilda verkligheten!”. Övningarna hade fyra underrubriker:
1. Stämmer bilderna med verkligheten? Tanken var att eleverna skulle välja ut bilder från utställningen för att jämföra Petter Zennströms visioner med verkligheten. Bilder i dags- och veckopress som väckte intresse skulle diskuteras och analyseras. Eleverna skulle få möjlighet att prova samma tekniker som Petter Zennström, som en del av skolans bildundervisning.
2. Tortyr. Som utgångspunkt användes bondeledaren Manuel da Conceiaco från Brasilien, fängslad sedan 1972. I boken Bilder av Petter Zennström (i utställningens studiepaket) berättar Petter Zennström med illustrationer om den tortyr som Manuel da Conceiaco berättade att han hade utsatts för. Eleverna uppmanades att göra egna illustrationer, men också att diskutera om tortyr fanns på riktigt och i så fall i vilka länder, vad som gjordes för att hindra tortyr och av vilka organisationer.
3. Rik – fattig/Välstånd – bistånd. Eleverna fick bland annat i uppgift att diskutera imperialism som begrepp och vilka av Petter Zennströms bilder som berörde ämnet. Fokus lades också på bistånd till behövande länder och vilka svenska företag som hade placerat sin produktion i Latinamerika och varför.
4. Konstnärens roll... Eleverna fick i uppgift att fundera på vilka sätt en konstnär kunde arbeta på, vilka bilder som var effektiva och varför? Vad hade konstnären för möjligheter att påverka människor?

De verk som ingick i utställningen bestod av tre oljemålningar: Sjunkande, Natt, Rummet. Dessutom 20 träsnitt och 20 skrapteckningar. Verken monterades på ställningar konstruerade och byggda av Lars Kleen i samarbete med Allan Nilson. De grafiska bladen satt monterade på tre ställningar där en var 260 centimeter lång och två av dem 180 centimeter långa. Höjden på alla tre var 180 centimeter. Skrapteckningarna satt monterade på en sexsidig pelare där tre sidor var fyllda med blad. Pelarens diameter var cirka 150 centimeter och höjden var 230 centimeter. De tre oljemålningarna monterades på plats på varsin ställning. Måtten var längd 375 centimeter och höjd 230 centimeter för Rummet, längd 240 centimeter och höjd 230 centimeter för Sjunkande, längd 220 centimeter och höjd 230 centimeter för Natt.
I utställningen ingick också ett studiepaket i begränsad upplaga, som bestod av de bilderböcker som Petter Zennström hade givit ut på Henki Tisens förlag, diabildskopior av Petter Zennströms verk och några tidskrifter med texter som berörde de motiv som präglade konstnärens bilder. Uppställd krävde Dödens nyheter en yta på 75 kvadratmeter.

Utställningskatalogen gav följande bild av Petter Zennström och hans konst:
/.../Petter Zennströms oljemålningar är stora, man kan nästan gå in i dem. Det skall man göra, säger konstnären. Först verkar det som om de inte föreställde något. Men om ni ger er till tåls, om ni öppnar ögonen och satsar lite av er själva ser ni att målningarna avbildar känslor och sinnestillstånd som är nog så verkliga – både för er och Petter Zennström. Träsnitten är annorlunda. De är små tittskåp. Petter Zennström framställer dem i många exemplar och säljer dem billigt för att de skall få så stor spridning som möjligt; de har ett direkt socialt och politiskt innehåll.
Riksutställningar framställde Petter Zennström på det här viset i ett utställningserbjudande, under rubriken ”80-talets målare för 80-talets ungdom...”:
Konstkritikern Eugen Wretholm utnämnde Petter Zennström till 80-talets målare för något år sedan, ty enligt Wretholm är Petter Zennström en konstnär, ”som i sig förenar något under 1970-talet så ovanligt som lidelsefullt politiskt engagemang och konstnärligt mästerskap...”/.../

### Studiepaketet
Innehållet i studiepaket var följande:
1. Tidskriften Kommentar, nummer 4/1976.
2. Rapport från Sida nummer 3/1977 (temanummer om bistånd).
3. Rapport från Sida nummer 4/1978 (Gävles förhållande till främmande makter är gott).
4. Kort om svenskt u-samarbete 1979/1980 (Sida).
5. Tidningsklipp om Sydkorea och den sydkoreanske poeten Chi Ha Kim.
6. Dödens nyheter, som konstnären J. G. Posada tryckte och spred i Mexiko i början av 1900-talet.
7. Kommentar i bilder (olika konstnärers illustrationer i tidskriften Kommentar 1968 till 1978).
8. Svart och vitt (bok av Broby-Johansen).
9. Kort om grafik (Riksutställningar).
10. Tidskriften Paletten nummer 2/1979 (artikel om Petter Zennström).
11. Bilder av Petter Zennström, 1977.
12. Fem rövare (Prosadikt av Chi Ha Kim om maktmissbruk och förtryck i Sydkorea 1970), illustrerad av Petter Zennström, 1978.
13. Dödens nyheter 1, 1978.
14. Dödens nyheter 2, 1980.
15. Diabilder av oljemålningarna Sjunkande 1979, Rummet 1978, Natt 1980.
16. Färgfoto av oljemålningen Natt.

Studiepaketet fanns i 10 exemplar.

### Produktionsgruppen
- Konstnär: Petter Zennström.
- Formgivare: Eva Persson.
- Samarbetspartners: skolförvaltningar, kulturförvaltningar.[4]
- Utställningstekniker: Lars Kleen, Allan Nilsson.
- Textning: Inge Söderstrand.
- Fotoarbete: Olof Wallgren.
- Katalog-affisch: Bengt Serenander (layout), Åsa Norberg (utskrifter), Eva Persson (redigering).
- Utställningsamanuens: Yvonne Eriksson.
- Turnéläggning: Aina Bjerk, Birgitta Nåsby.
- Projektledare: Eva Persson.[9]

1981 skadades några av Petter Zennströms tre målningar på utställningen. Störst skador blev det på målningen Rummet. Det rörde sig om tre sorters skador: vikskador, repor, kantskador. Det fanns också några veck på tavlan där färg hade fallit bort. Skadorna bedömdes ha uppstått vid felaktig hantering av verken. Skador hade också uppstått på målningen Sjunkande i form av några blyertsstreck och en rispa, som bedömdes bero på medveten skadegörelse, plus några veckskador på grund av felaktig hantering av målningen. Värdeminskningen för Rummet beräknades till 10 000 kronor och för Sjunkande till 1 000 kronor, på grund av de uppkomna skadorna.

## Turné
Dödens nyheter var turnélagd fram till och med sista december 1981. Från och med 1 januari 1982 föreslogs en upplösning av utställningen. Den typen av åtgärd innebar att utställningen slutade turnera, lades ner och att verken togs loss från de skärmar eller liknande som hade använts och lämnades tillbaka till konstnären. Ibland kunde skärmarna återanvändas, doneras, returneras till de personer som hade byggt materialet. Vissa saker kastades på grund av slitage eller för att det inte gick att hitta något annat användningsområde för dem. Det mesta av utställningsmaterialet som Riksutställningar använde var specialbyggt för den enskilda utställningen, med produktioner som Den rike mannens bord, Spåra staden och Nattpäron som tydliga exempel. Det kunde vara svårt att använda på andra vis. I vissa fall sparades hela utställningen på lämplig plats. Så skedde bland annat med vandringsutställningen Maskin makt, som 1985 blev en fast utställning i Rydals textilmuseum, Marks kommun i Västergötland.
I fallet Dödens nyheter angavs orsaken till upplösningen: ”Inga fler intressenter”. Skärmmaterialet donerades till Etnografiska museet, Petter Zennström och konstruktören av skärmarna: Lars Kleen, i den ordningen. Konstverken återgick till Petter Zennström och studiematerialet plus kataloger donerades till dåvarande estetisk-praktiska kurs på Wiks folkhögskola, utanför Uppsala.
Här nedan återges en del av turnéplanen.

### 1980
Gävle 23/9-26/10 1980:
- Länsmuseet i Gävle 23/9-28/9.
- Stenebergsskolan 29/9-5/10.
- Sätraskolan 6/10-12/10.
- Sörbyskolan 13/10-19/10.
- Nynässkolan 20/10-26/10.

Sandviken 10/11-21/12 1980:
- Björksätraskolan 10/11-16/11.
- Jernvallsskolan 17/11-23/11.
- Norrsätraskolan 24/11-30/11.
- Murgårdsskolan 1/12-7/12.
- Hedängsskolan 8/12-14/12.
- Konsthallen i Sandviken 15/12-21/12.[16]

### 1981
- Wik, Wiks folkhögskola 12/1-8/2.
- Bollnäs, Bollnäs konstcentrum 25/2-29/3.

Halmstad 6/4-24/5 1981:
- Halmstad, Museet i Halmstad 6/4-19/4.
- Brunnsåkerskolan 20/4-26/4.
- Engelbrecktskolan 27/4-3/5.
- Hallägraskolan 4/5-10/5.
- Vallås II 11/5-17/5.
- Östergårdsskolan 18/5-24/5.[16]
- Piteå, Strömbackaskolan 28/9-11/10.
- Sundsvall 24/10-11/29.
- Borlänge, kulturnämnden Borlänge 4/12-31/12.[17]

Gävle 14/9-27/9 1981:
- Nynässkolan 14/9-27/9.
- Stenebergsskolan 28/9-11/10.
- Sätraskolan 12/10-25/10.
- Sörbyskolan 26/10-8/11.

Sandviken 1981:
- Björksätraskolan 16/11-29/11.

## Reaktioner
Ekonom Kenneth Hermele om Dödens nyheter i utställningens katalog:
/.../Bilderna på den här utställningen är ensidiga. Petter Zennström har tagit ställning. Men måste man ta i så förbannat, bara för att man vet vad man tycker, bara för att man vill stå på de förtrycktas och utslagnas sida? Måste man överdriva och hårdra? För mig har detta varit det största problemet med dessa bilder: att de varit svåra att ta till sig – gå in i – eftersom uttrycket i bilderna är så starkt, så häftigt, så entydigt. Fast är det överdrivet? När jag ser bilder av saker som jag själv har erfarenhet av – imperialismens härjningar i tredje världen – då blir bilderna rättvisande, då blir kraften, ursinnet berättigat. När verkligheten är så upprörande, då står det också klart att bilderna måste vara upprörande, ty bilderna speglar och förmedlar den orättvisa och det förtryck som verkligheten är full av. Bilder hämtade ur verkligheten blir bilder av de utsugnas verklighet genom att de är gjorda ur ett ensidigt perspektiv./.../
Aftonbladet, Kulturen, om Petter Zennströms konstnärskap, 1980-10-08:
/.../Petter Zennström, som ställer ut på Sveagalleriet och samtidigt ger ut bilderboken ”Dödens nyheter”/.../är en av tillväxtens allra fränaste satiriker./.../Han har inte ändrat sig utan fortsätter gisslandet med en hänsynslöshet som bara blir mer beräknad och mer sammanbiten för vart blad. Däremot har bilderna fått en mindre illustrativ karaktär och i stället tagit formen av abstrakta strukturer, som bör avläsas i svit så att de genom associationerna förtydligar varandra. På det sättet syns det också klarare att despotins monster egentligen aldrig varit levande varelser utan ett slags preparat av plåtbitar, järnrör, lädersäckar, deg och trästockar./.../Ändå har de haft en kuslig vitalitet, en paradoxal livsaptit, som bl a berott på att de skulpterats med en enorm fysisk energi. Detsamma gäller de metalliska strukturer som nu fyller ”Dödens nyheter”. Plåtvågorna klipper som saxar efter våra fötter och händer. Grävskoporna lyfter sina käftar mot skyn. De amputerade magsäckarna hänger som blodiga kläder. Och konservburkarna går till anfall som mordiska insekter. ”Valfrihet” tänker pappskallen när han tuggar i sig en kaktusmage./.../
Hallands Nyheter, 1981-04-08:
Nu kommer nummer två i serien av skolutställningar av unga nutida konstnärer genom Riksutställningars försorg. Sex högstadieskolor i Halmstad får var sin vecka med verk av Petter Zennström. Den här serien utställningar inleddes med Peter Tillberg – och mottogs mycket väl av 3 000 högstadieelever vid sex olika skolor i Halmstad./.../Utställningsserien har producerats av Eva Persson, Riksutställningar i Stockholm. – Syftet är att visa två av många unga konstnärer i skolor utanför själva huvudstaden, förklarar hon utställningarnas syfte. – Den moderna konsten måste få presentera sig själv för skolbarn. Vi har också velat göra en utställning med original, inte kopior. Många trodde säkert att det inte skulle vara möjligt. Speciellt i dessa tider av skadegörelse snart sagt överallt. – Men det har inte skett någon åverkan alls, säger Arne Mattsson, lärare i svenska vid Hallägraskolan. – Det verkar som om eleverna har respekt för konstverken./.../Främst är konstverken tänkta att användas som arbets- och diskussionsunderlag inom ämnena teckning och svenska./.../– De utgör ett utmärkt underlag för samtal, säger Arne Mattsson. Man kan säga att nutiden avspeglar sig i konstverket. – Just Zennström protesterar ju starkt mot våldssamhället och tar upp världens problem. Den här serien med konst i skolorna ska också omfatta en tredje vända. Vem som blir den tredje konstnären är dock ännu inte klart.
Arbetarbladet, 1980-11-15:
Konstutställningar i skolan kan det vara något som engagerar eleverna? Ja visst, sade man på Riksutställningar. Åtminstone ansågs det från ansvarigt håll att det var väl värt att göra ett försök. Skol- och kulturförvaltningarna i Sandvikens och Gävle kommuner kontaktades och ställde sig också positiva till den här försöksverksamheten. I februari i år invigdes Peter Tillbergs utställning ”Stenens hjärta” på Björksätraskolan i Sandviken och det blev den första skolutställningen inom den här nya försöksverksamheten. Utställningen blev en stor framgång. Mottagandet blev översvallande inte minst från elevernas sida. Den här veckan har den andra utställningen inom ramen för Riksutställningars försöksverksamhet med konstutställningar i skolan öppnats på Björksätraskolan efter att dessförinnan ha vandrat runt i olika högstadieskolor i Gävle. ”Dödens nyheter”, bilder av Petter Zennström heter den här nya utställningen som Riksutställningar så förtjänstfullt arrangerat. Det är bara att konstatera att Petter Zennström är konstnären som kan chockera men framför allt engagera folk. Sedan må man tycka vad som helst om hans oljemålningar, träsnitt och skrapteckningar. Många av Björksätraeleverna föll pladask för Petter Zennströms konstverk som alla är originalverk. Andra däremot rynkade på näsan och menade att det här var en utställning som var mer förbryllande än betagande. Men en sak tyckte nog de flesta eleverna. Det här var i alla fall en utställning att engagera sig i. Det framkom med önskvärd tydlighet när konstpedagogen Yvonne Eriksson som fanns på plats presenterade utställningen och svarade på elevernas frågor. Några problem att få igång en dialog hade hon inte. Utställningen blev också en ”inspirationskälla” för många elever som efter att ha sett på Petter Zennströms verk själva skulle prova på att arbeta fram bilder i bl a skrapteknik./.../

## Ekonomi
Den preliminära budgeten för Dödens nyheter beräknades till 26 000 kronor för produktionsdelen. Den preliminära summan för distributionen beräknades till 44 000 kronor. 22 januari 1981 kom ett önskemål om en tilläggsbudget på ytterligare 19 000 kronor, eftersom nya beräkningar konstaterat att pengarna i det ursprungliga budgetförslaget inte skulle räcka. Orsakerna var bland annat sjukdom hos Riksutställningars ateljépersonal, dyrare katalogaffisch än förväntat och att utställningens ambitionsnivå hade höjts.
Den lokala utställaren betalade 1 500 kronor per månad för att få visa Dödens nyheter, därefter 150 kronor per påbörjad 14-dagarsperiod. I priset ingick frakt. Skulle Petter Zennström medverka var hans arvode 500 kronor, som betalades av den lokala utställaren.